# Diafani
 Diafani  (griechisch Διαφάνι (n. sg.)) ist ein Hafenort an der nördlichen Ostküste von Karpathos. Gemeinsam mit anderen Siedlungen und Weilern gehört das Dorf zur Ortsgemeinschaft (Τοπική Κοινότητα Topikí Kinótita) und dem gleichnamigen Gemeindebezirk Olymbos (Δημοτική Ενότητα Ολύμπου Dimotikí Enótita Olýmbou). Gegründet wurde Diafáni etwa gegen Ende des 18. Jahrhunderts von den Bewohnern Olymbos als deren Hafensiedlung. Noch heute übernimmt das Dorf die Hafenfunktion von Olymbos, dies vor allem für die Boote mit den Tagestouristen nach Olymbos.
Einwohnerentwicklung von Diafani
| 1947 | 1951 | 1961 | 1971 | 1981 | 1991 | 2001 | 2011 |
| ---- | ---- | ---- | ---- | ---- | ---- | ---- | ---- |
| 0196 | 0246 | 0313 | 0254 | 0198 | 0247 | 0312 | 0228 |

## Sehenswürdigkeiten

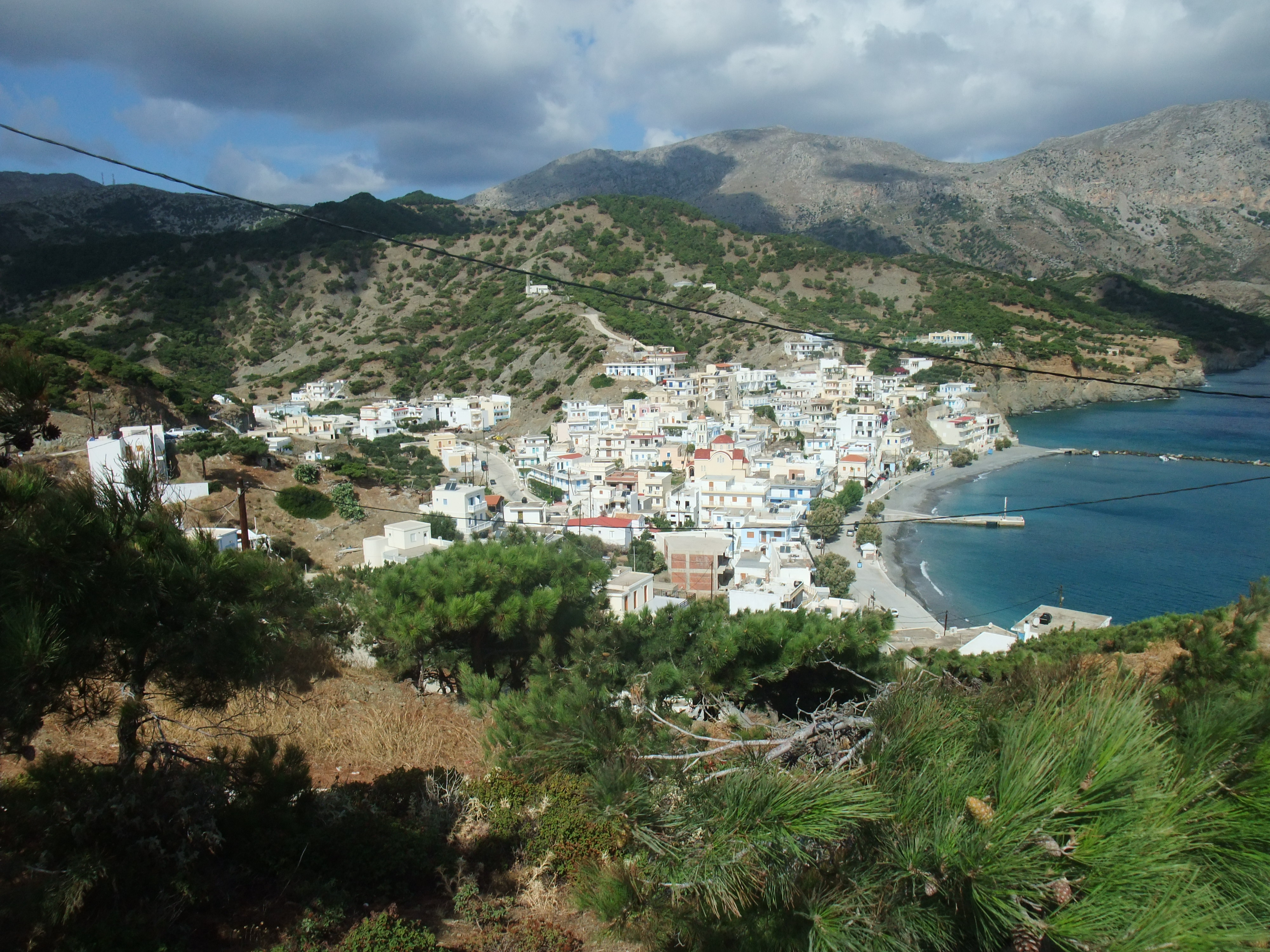
Dorfansicht auf Diafani

- Die Dorfkirche Zoodóchou Pigí (dt. Quelle des Lebens) wurde Anfang der 1970er-Jahre auf den Fundamenten einer durch ein Erdbeben zerstörten byzantinischen Kapelle erbaut. Das Kircheninnere wurde nachträglich mit Fresken vollständig ausgemalt.
- Der Neptunbrunnen wurde vom einheimischen Künstler Vassílis Chatzivassílis entworfen. In dessen Mitte befindet sich ein aus vielen kleinen Steinen gestalteter Delphin, im unteren Teil werden auf zwölf Kacheln Szenen aus dem Alltagsleben der Einheimischen abgebildet. Direkt neben dem Brunnen steht eine als Kunstwerk gestaltete Hausmauer, mit der steinernen Figur einer aufs Meer schauenden Frau in Tracht.
- Auf einer Anhöhe in nördlicher Richtung befinden sich drei alte Windmühlen, der Friedhof sowie die kleine Agios Nikolas-Kapelle eine

## Fotogalerie

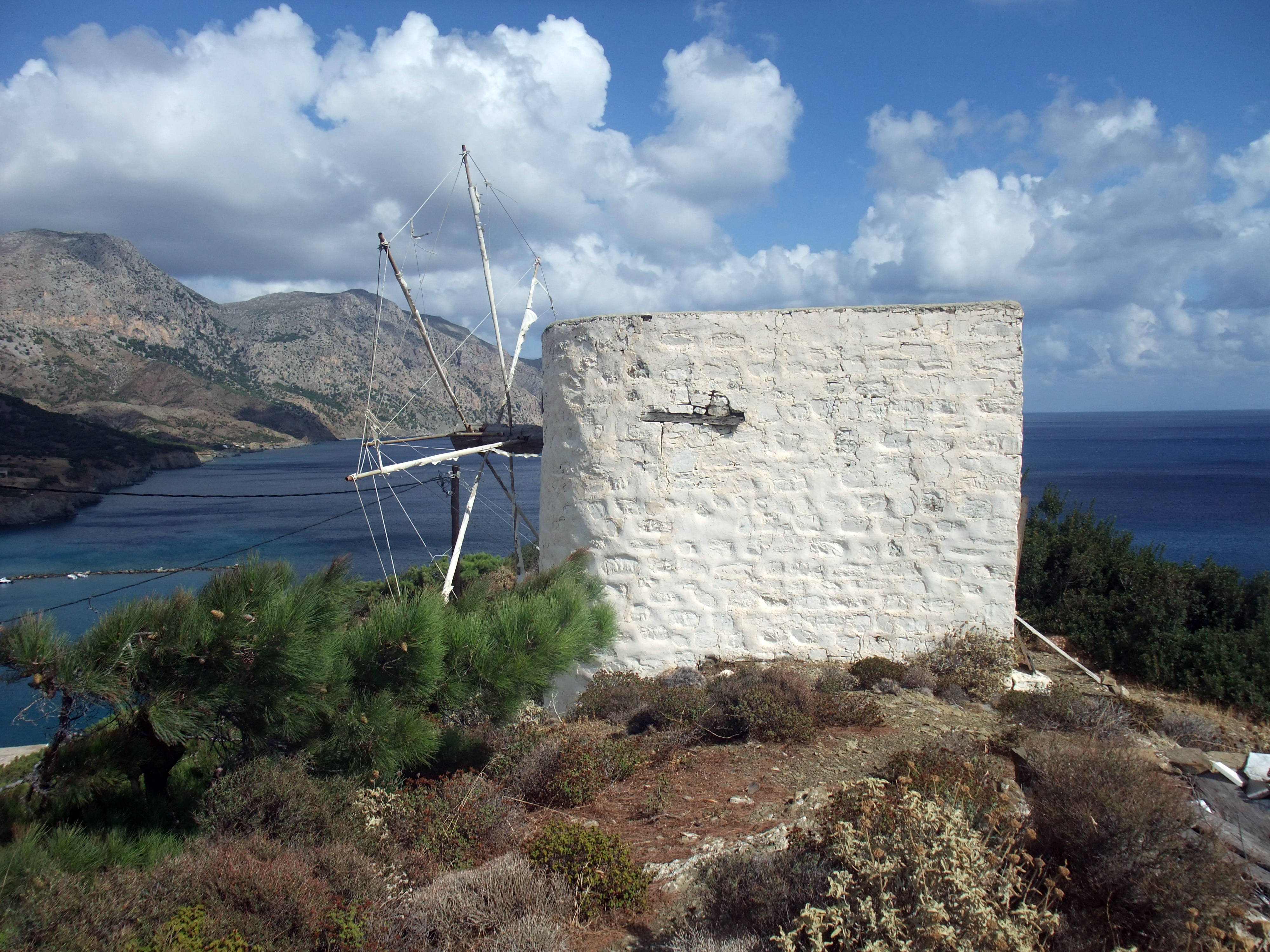
Windmühle oberhalb Diafani
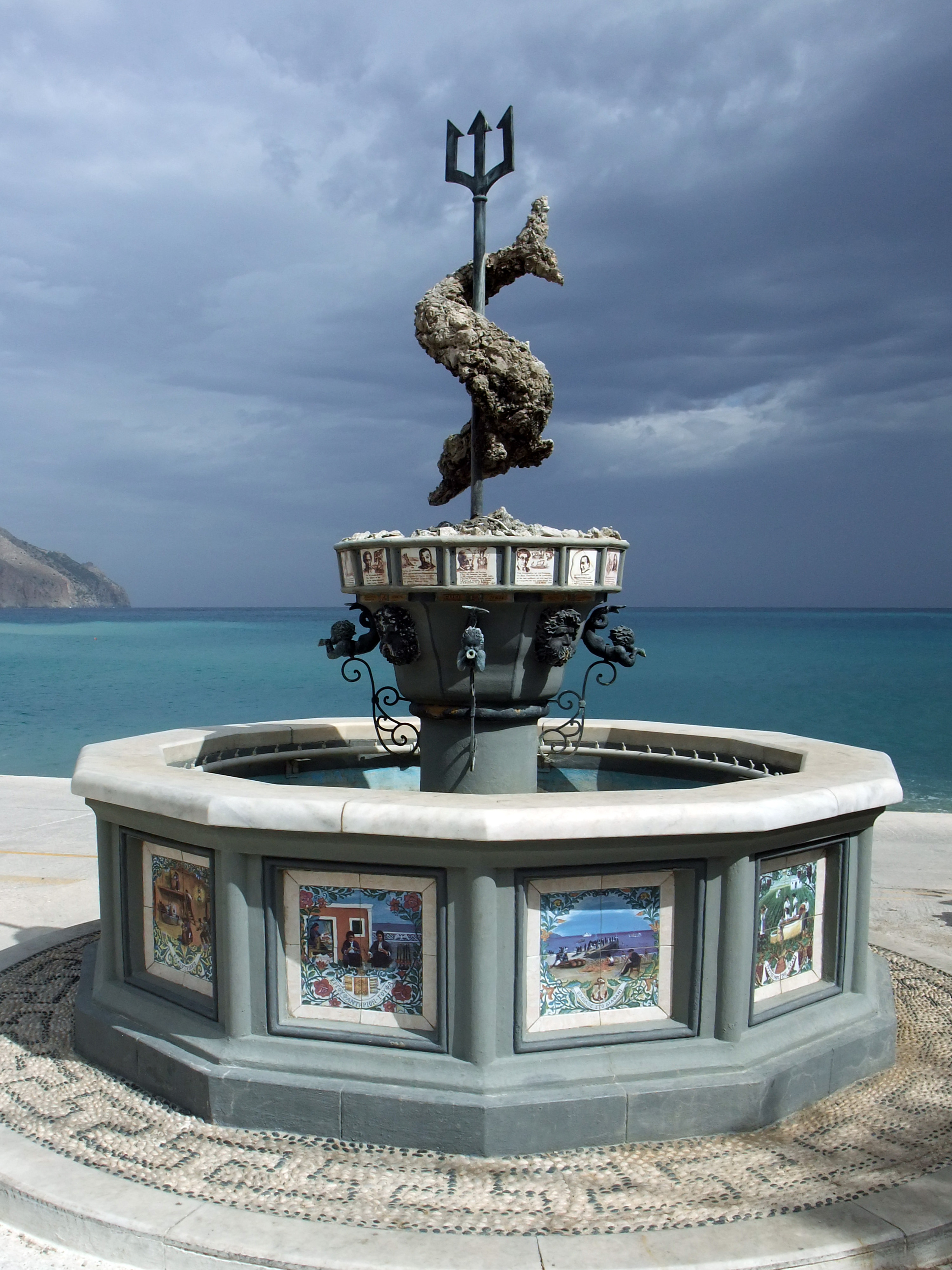
Neptunbrunnen in Diafani
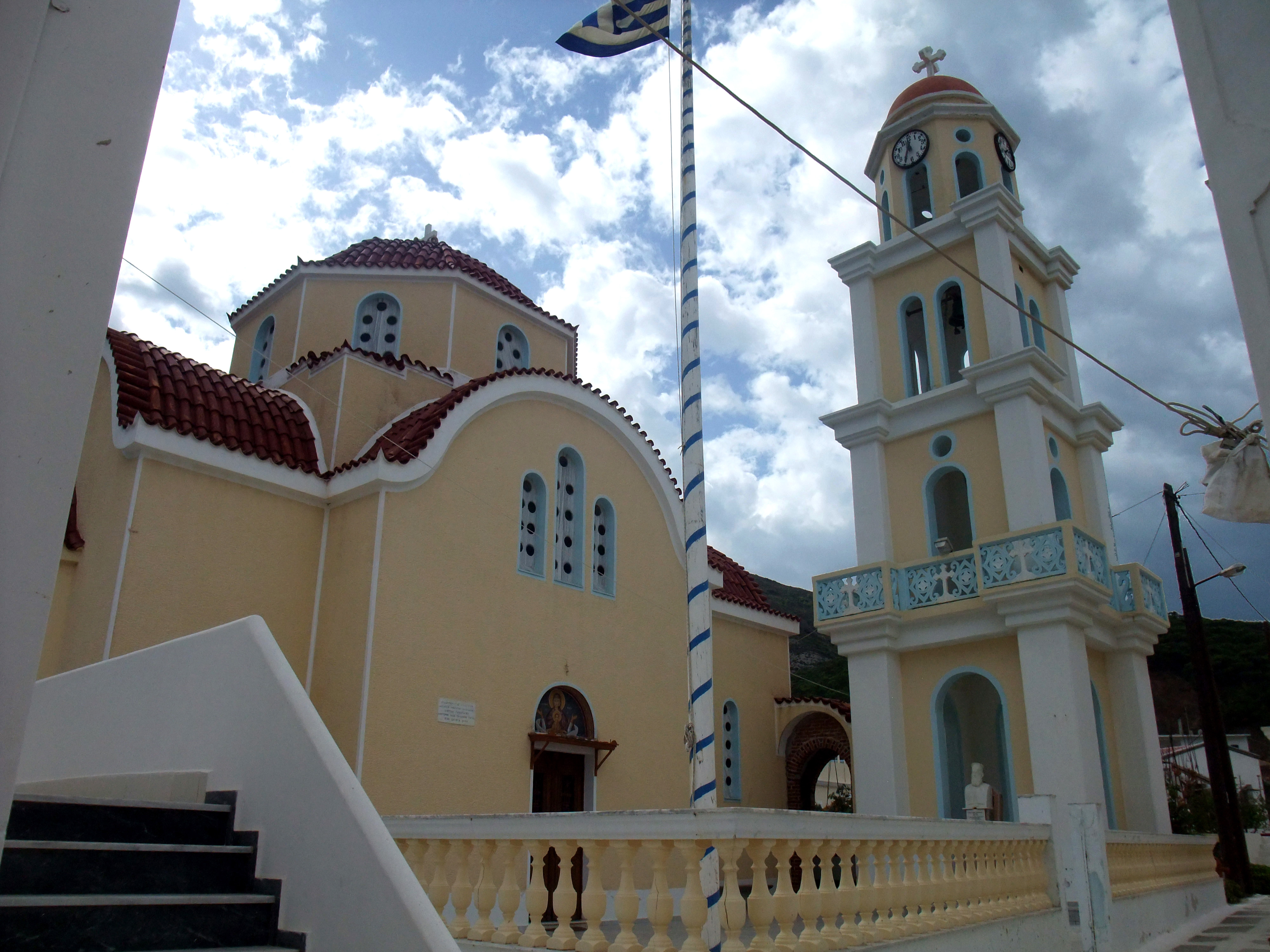
Zoodóchos Pigí, Pfarrkirche von Diafani
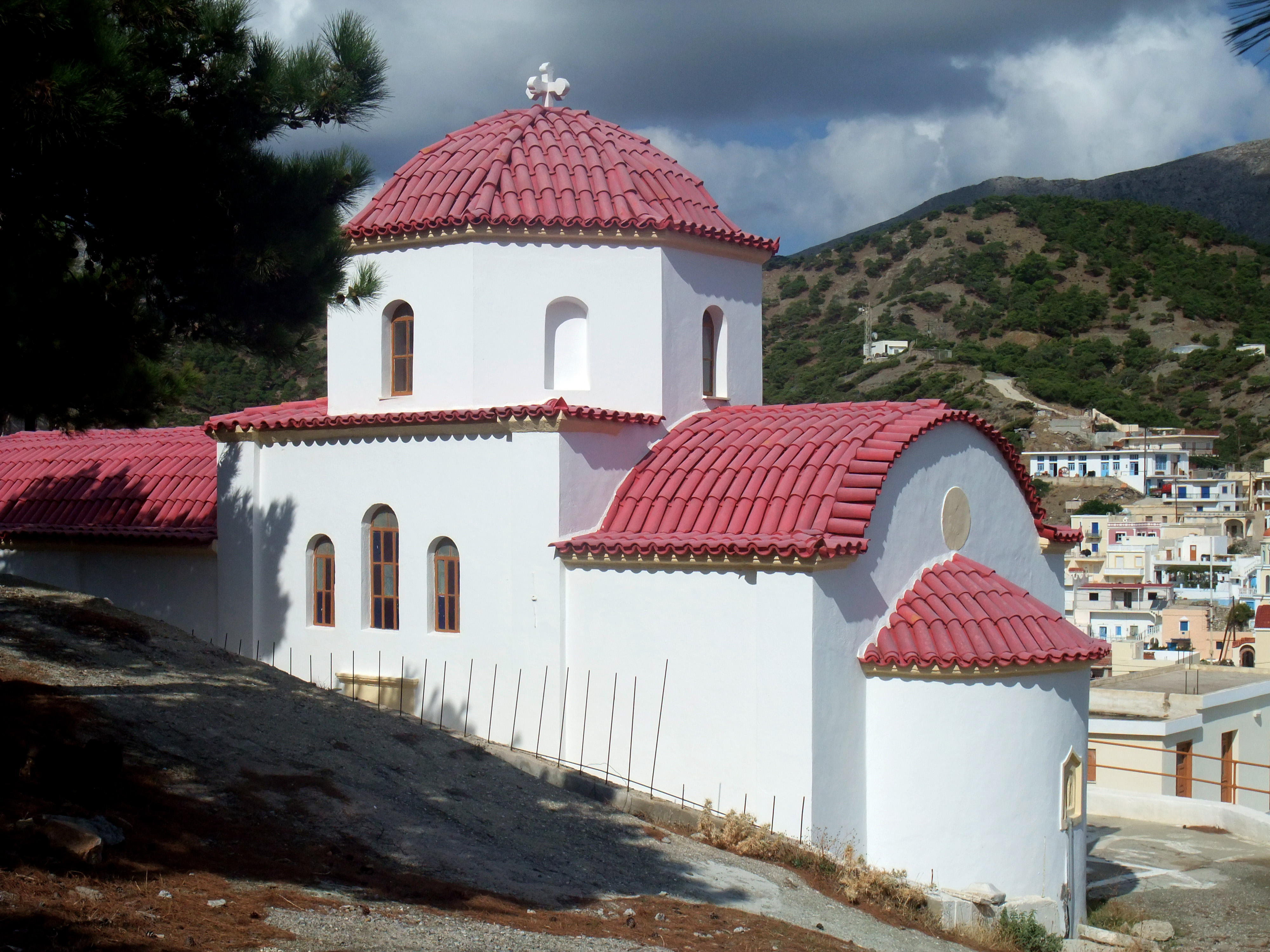
Agios Nikolas-Kapelle (Rückansicht) in Diafani
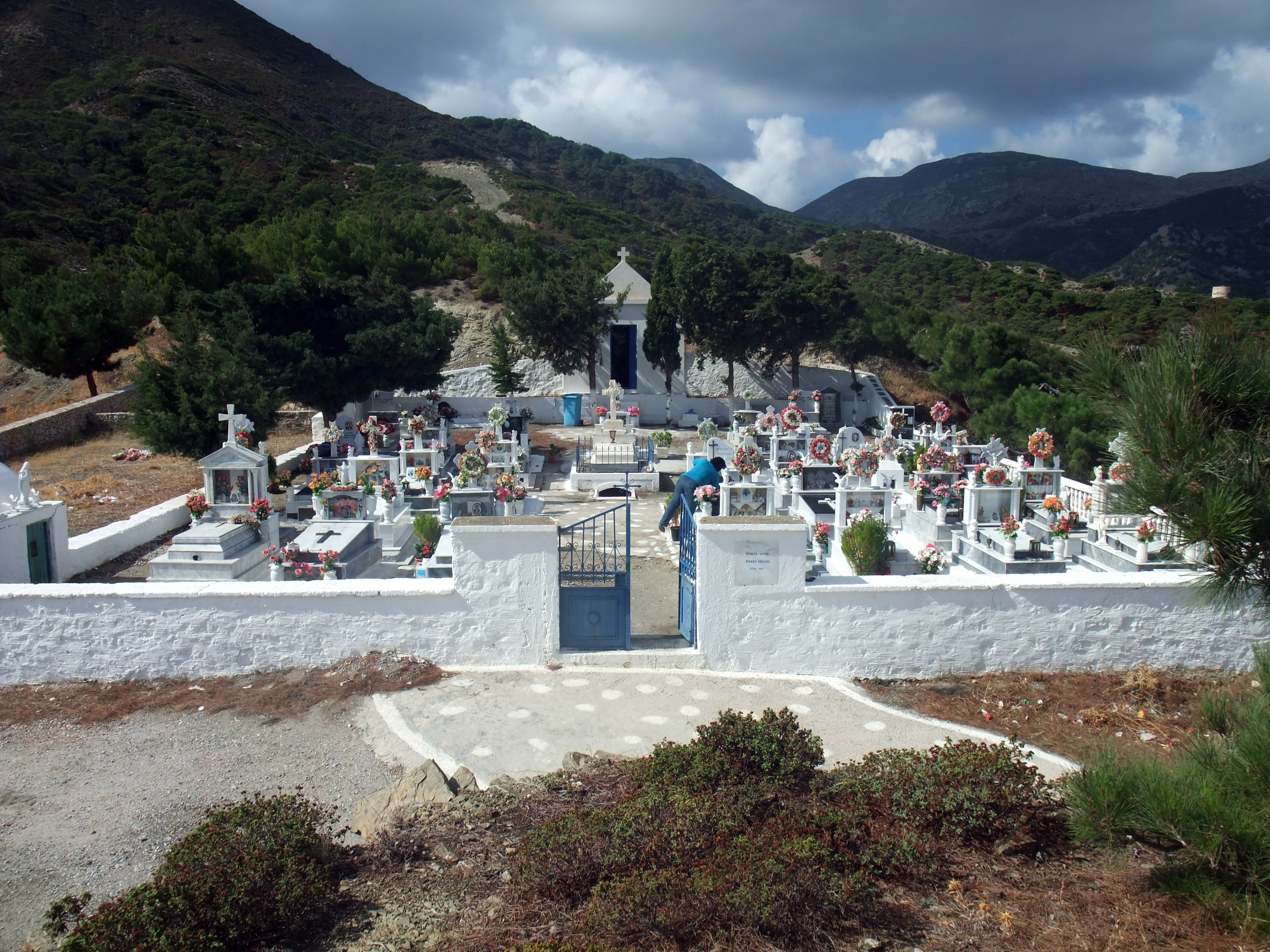
Friedhof oberhalb Diafani
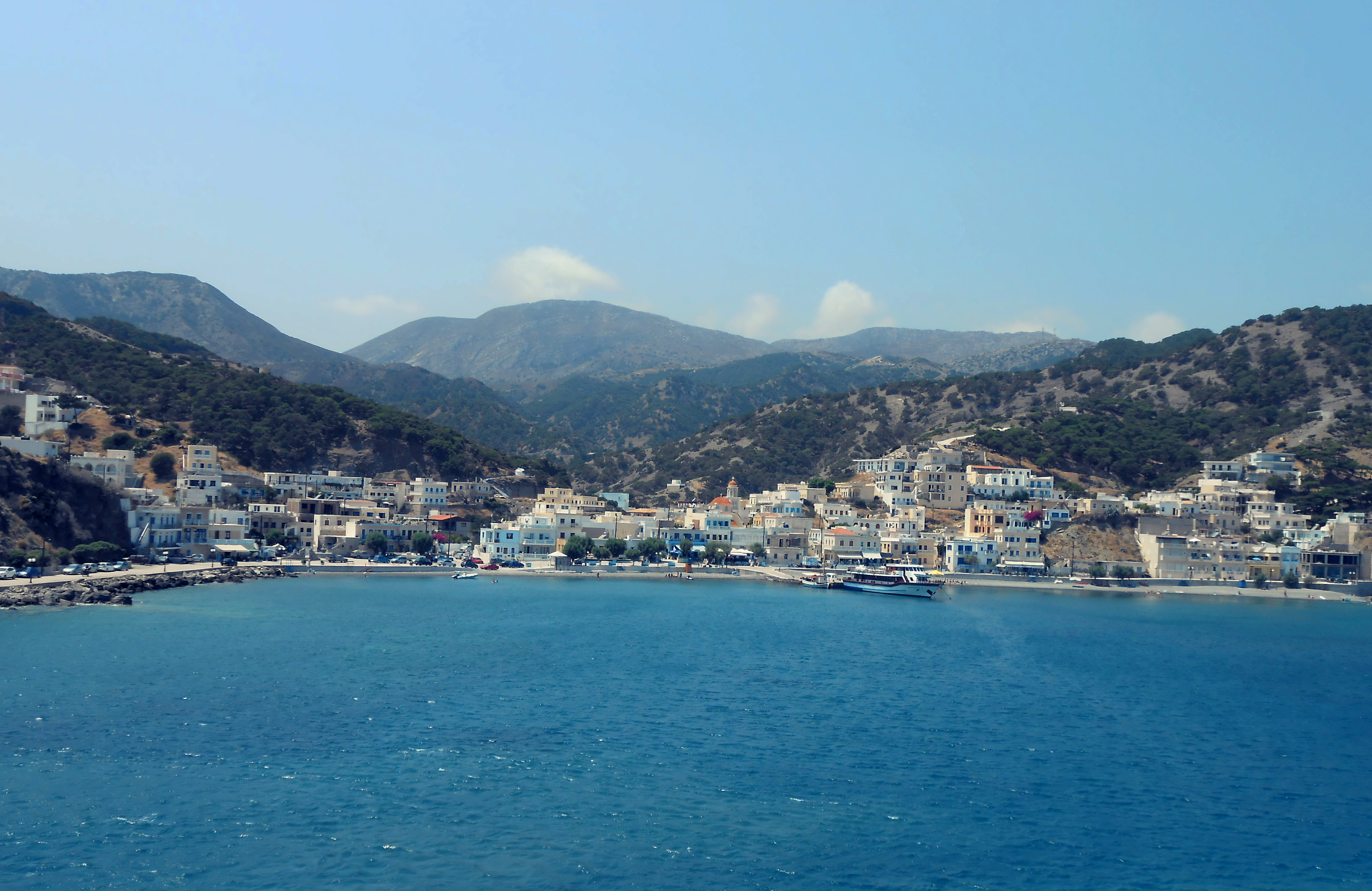
Diafani